# Solva flavoscutellaris
Solva flavoscutellaris är en tvåvingeart som först beskrevs av Matsumura 1915.  Solva flavoscutellaris ingår i släktet Solva och familjen lövträdsflugor. Inga underarter finns listade i Catalogue of Life.